# Paranamera malaccensis
Paranamera malaccensis är en skalbaggsart som beskrevs av Stefan von Breuning 1935. Paranamera malaccensis ingår i släktet Paranamera och familjen långhorningar. Inga underarter finns listade i Catalogue of Life.